# Druckbetankung
Als Druckbetankung wird der Transfer (Betankung) von Treibstoff, Kraftstoff oder anderen Flüssigkeiten bezeichnet, bei dem diese in einem geschlossenen System mit relativem Überdruck beaufschlagt in einen Tank transportiert wird. Hierbei sind deutlich höhere Durchflussraten als bei offenen Systemen – wie zum Beispiel an einer Tankstelle für Kfz – erzielbar. Die Betankungszeiten werden deutlich verkürzt.
Druckbetankungen kommen unter anderem bei Flugzeugen (siehe Luftbetankung) und Gastanks zum Einsatz.

## Umgangssprache
In der Umgangssprache wird Druckbetankung auch in dem Sinne verwendet, viel Alkohol in möglichst kurzer Zeit zu trinken. Außerdem kann der Begriff verwendet werden, wenn eine hohe Menge an Informationen in kurzer Zeit vermittelt werden soll.